# رالف أوسيم
رالف أوسيم (بالألمانية: Ralf Aussem)‏ هو مدرب كرة قدم ولاعب كرة قدم ألماني في مركز الدفاع، ولد في 1 سبتمبر 1960 في Manheim ‏ في ألمانيا. لعب مع فورتونا كولن ونادي فيكتوريا كولن ونادي كولن وهانوفر 96.

## وصلات خارجية
- رالف أوسيم على موقع قاعدة بيانات كرة القدم.إي يو (الإنجليزية)
- رالف أوسيم على موقع بيانات كرة القدم. دي إي (الألمانية)
- رالف أوسيم على موقع عالم كرة القدم.نت (الإنجليزية)